# Svájc közlekedése
Svájc sűrű közúti és vasúti hálózattal rendelkezik. A svájci tömegközlekedési hálózat teljes hossza 24 500 kilométer, és több mint 2600 állomással és megállóval rendelkezik.
Az Alpokon való átkelés az európai közlekedés fontos útvonala, mivel az Alpok választja el Észak-Európát Dél-Európától. Az alpesi vasútvonalak 1882-ben kezdődtek a Gotthard vasúttal és a központi Gotthard vasúti alagúttal, amelyet 1906-ban a Simplon alagút, majd 1913-ban a Lötschberg alagút követett. Az Új vasúti összeköttetés az Alpokon keresztül (NRLA) részeként 2007-ben megnyílt a Lötschberg-bázisalagút, 2016. június 1-jén pedig a Gotthárd-bázisalagút.
A svájci úthálózatot útdíjakból és gépjárműadókból finanszírozzák. A svájci autópálya-rendszer használatához közúti adókártya vásárlására van szükség - amely 40 svájci frankba kerül egy naptári évre -, mind a személygépkocsik, mind a tehergépkocsik számára. A svájci autópálya-hálózat teljes hossza 1638 kilométer (2000-ben), és - 41 290 km²-es területével - az egyik legnagyobb autópálya-sűrűségű a világon.
A zürichi repülőtér Svájc legnagyobb nemzetközi repülőtere, 2013-ban 24,9 millió utast kezelt. 2013-ban a második legnagyobb repülőtér, a genfi Cointrin 14,4 millió utast kezelt (2013), a harmadik legnagyobb EuroAirport Basel Mulhouse Freiburg 6,5 millió utast; mindkét repülőtér közös Franciaországgal.
Svájc több milliárd frankot hagyott jóvá a tömegközlekedési infrastruktúra fejlesztésére. A tömegközlekedés modal splitje az egyik legmagasabb Európában, 2010-ben 21,3% volt. 2010-ben a tömegközlekedés modal splitje számos 100 000 fő feletti lakosságú városban 50% feletti.